# Огнёв, Александр Иванович
Алекса́ндр Ива́нович Огнёв (18 (30) апреля 1884 — 17 ноября 1925, Москва) — русский философ

-спиритуалист, приват-доцент Московского университета, последователь Л. М. Лопатина и А. Бергсона. Брат зоолога С. И. Огнёва.

## Биография
Александр Иванович Огнёв родился в семье известного врача-гистолога, профессора медицины Московского университета Ивана Флоровича Огнёва. Мать философа, Софья Ивановна, происходила из дворянского рода Киреевских; её отец был двоюродным братом славянофила И. В. Киреевского. В доме Огнёвых часто собирались представители московской профессорской среды, и их дети росли в обстановке интеллектуальных споров и научных бесед. С 1897 года Александр учился в частной мужской гимназии Л. И. Поливанова, которую успешно закончил в 1903 году. В том же году он поступил на естественное отделение физико-математического факультета Московского университета, однако осенью 1906 перевёлся на философское отделение историко-филологического факультета. Своим научным руководителем он избрал профессора Л. М. Лопатина — философа-спиритуалиста, председателя Московского Психологического Общества, создателя одной из первых в России философских систем. Лопатин был старинным другом семьи Огнёвых, часто бывал в их доме и ещё в гимназии преподавал Александру русскую словесность; Огнёв стал одним из его ближайших учеников.
В 1908 году в журнале «Вопросы философии и психологии» вышла первая философская статья Огнёва — рецензия на книгу Г. Т. Фехнера «К вопросу о душе». В 1910 году он написал кандидатское сочинение «О трансцендентальном реализме у Гартмана», за которое удостоился золотой медали, и в 1911 успешно окончил университет. В 1912 году в журнале «Русская мысль» появилась его рецензия на русский перевод книги А. Бергсона «Материя и память». В 1915 году Огнёв, получив должность приват-доцента, начал преподавать в Московском университете. Его ближайшим коллегой и единомышленником стал другой ученик Лопатина, оставленный при университете для приготовления к профессорскому званию П. С. Попов. В 1915 году Огнёв опубликовал в «Вопросах философии и психологии» статью «Система трансцендентального идеализма Шеллинга». 6 апреля 1918 года он выступил на заседании Московского Психологического Общества с докладом «Идеальное и реальное в сознании», и 30 марта того же года был избран членом правления Общества. Доклад «Идеальное и реальное в сознании» был опубликован в последнем номере «Вопросов философии и психологии», после которого издание журнала навсегда прекратилось.
21 марта 1920 года скончался учитель Огнёва профессор Л. М. Лопатин. Огнёв, лично привязанный к учителю, тяжело переживал его смерть. 25 июня он выступил на совместном заседании Психологического Общества и историко-философского факультета Московского университета с докладом о личности и миросозерцании Лопатина, а в 1922 году опубликовал в издательстве «Колос» посвящённую ему книгу «Лев Михайлович Лопатин». 20 марта 1921 года Александр Иванович был избран товарищем председателя Психологического Общества, в то время как новым председателем Общества стал философ И. А. Ильин. 30 марта 1922 года Огнёв выступил на заседании Общества с докладом «Проблема реальности внешнего мира». Однако в том же году Ильин и ряд деятельных членов Общества были арестованы и высланы за границу, и Общество прекратило своё существование.
Последним философским трудом Огнёва стала работа «Сознание и внешний мир», опубликованная в 1926 году в сборнике «Пути реализма». Сборник, в который вошли также работы Б. Н. Бабынина, Ф. Ф. Бережкова и П. С. Попова, был посвящён обоснованию философской теории интуитивизма и издан на средства авторов. Однако работа вышла в свет уже после смерти автора: 17 (4) ноября 1925 года Александр Иванович Огнёв скончался в Боткинской больнице, не перенеся тяжёлой почечной операции. После отпевания в церкви св. Георгия на Моховой улице, в котором участвовал священник Павел Флоренский, философ был похоронен на московском Пятницком кладбище.

## Учение
Философское творчество Огнёва распадается на два этапа: на раннем он выступал как верный последователь спиритуализма Л. М. Лопатина, на позднем стал вводить в свою философию элементы бергсоновского интуитивизма. Общая тенденция его работ направлена на преодоление имманентной теории познания, согласно которой мы познаём только состояния своего собственного сознания. Но если в ранних работах эта проблема решалась с помощью лопатинской теории причинности, то в поздних, особенно в работе «Сознание и внешний мир», Огнёв прибегает к интуитивистской теории, согласно которой в опыте нам непосредственно даны внешние вещи. Однако ранняя смерть помешала философу привести свои идеи в строгую систему.

## Сочинения
- [Рец. на кн.]: Fechner G. T. Uber die Seelenfrage. Humburg und Leipzig, 1907 // Вопросы философии и психологии. — 1908. — Кн. 93. — С. 441—443.
- Л. М. Лопатин. К 30-летию научной деятельности // Русская мысль. — 1911. — Кн. 12. — С. 45—52.
- Пантеизм и панлогизм // Философский сборник Льву Михайловичу Лопатину к тридцатилетию научно-педагогической деятельности. — М.: Типо-литография И. Н. Кушнеров и Ко, 1912.
- [Рец. на кн.]: А. Бергсон. Материя и память // Русская мысль. — 1912. — Кн. 7.
- «Система трансцендентального идеализма» Шеллинга // Вопросы философии и психологии. — 1915. — Кн. 130. — С. 551—563.
- Идеальное и реальное в сознании // Вопросы философии и психологии. — 1918. — Кн. 141/142. — С. 85—129.
- Лев Михайлович Лопатин. — Пг.: «Колос», 1922. — 64 с.
- Сознание и внешний мир // Пути реализма. Сборник философских статей Б. Н. Бабынина, Ф. Ф. Бережкова, А. И. Огнёва и П. С. Попова. М., 1926. — С. 63—98.

Посмертные публикации
- Учение о реальности Канта в понимании и оценке Гартмана // Кантовский сборник. — Калининград: БФУ им. И. Канта, 2012. — № 1 (39). — С. 62—69.
- Учение Канта о схематизме понятий чистого рассудка // Кантовский сборник. — Калининград: БФУ им. И. Канта, 2012. — № 2 (40). — С. 79—86.
- Обоснование морали по Виндельбанду // Кантовский сборник. — Калининград: БФУ им. И. Канта, 2012. — № 3 (41). — С. 96—103.
- О трансцендентальном реализме у Гартмана // Кантовский сборник. — Калининград: БФУ им. И. Канта, 2013. — № 3 (45). — С. 91—102.